# Phorinae
Phorinae (лат.) — подсемейство насекомых семейства мух-горбаток (Phoridae).

## Описание
Мухи длиной тела 0,4—6 мм. Отличаются редуцированным жилкованием крыльев, наличием продольного ряда щетинок на задних члениках лапок и скачкообразным передвижением. Экологические предпочтения личинок разнообразны, они могут быть хищниками, паразитами, паразитоидами, фитофагами, сапрофагами и мицетофагами.

## Распространение
Представители подсемейства встречаются всесветно.

## Систематика
Подсемейство было выделено немецким диптерологом Германом Шмитцем в 1929 году. В мировой фауне насчитывается около 4000 описанных видов, что составляет вероятно лишь 10 % от действительного числа видов. Имаго питаются на цветках.

### Классификация
В состав семейства включают следующие роды:
- Abaristophora Schmitz, 1927
- Anevrina Lioy, 1864
- Borophaga Enderlein, 1924
- Chaetopleurophora Brown, 1992
- Conicera Meigen, 1830[4]
- Coniceromyia Borgmeier, 1923
- Crinophleba Borgmeier, 1967
- Diplonevra Lioy, 1864
- Dohrniphora Dahl, 1898
- Hypocera Lioy, 1864
- Hypocerides Schmitz, 1915
- Phora Latreille, 1796
- Spiniphora Malloch, 1909
- Stichillus Enderlein, 1924
- Triphleba Rondani, 1856